# Кузьмич, Иона Саввич
Иона Саввич Кузьмич — советский хозяйственный и военный деятель, Краснознамёнец (1920).

## Биография
Родился в 1897 году в селе Копаткевичи. Член КПСС.
Брат — Антон Саввич Кузьмич (1908—1989) — председатель Украинского совнархоза (1961—1963).
Участник Первой мировой войны.
Участник Октябрьской революции: делегат на съезд солдат Западного округа в Смоленске, комиссар телеграфа в Могилевской Ставке.
Участник Гражданской войны: организатор партизанского движения в Белорусской ССР, военный комиссар, командир 72-го стрелкового полка, пленен, приговорен к расстрелу, сбежал из плена, командир отряда ВЧК, военный комиссар дивизии.
В 1923—1924 гг. — комиссар финансового управления штаба Военно-морского флота РККА.
Окончил Военную академию имени Фрунзе.
В 1927—1928 гг. — начальник отдела материальных балансов планово-мобилизационного управления ВСНХ.
В 1928—1933 гг. — начальник управления капитального строительства в Военно-химическом тресте.
В 1933—1935 гг. — начальник строительства, в 1935—1941 гг. — директор комбината К/Завода № 98 имени Кирова (ныне — Пермского порохового завода).
В 1941—1948 гг. — начальник треста № 29, Особой строительно-монтажной части № 29.
В 1948—1957 гг. — управляющий треста «Белтресттракторострой».
Умер в 1972 году в Москве.

## Награды
- Орден Ленина (01.10.1945, 24.06.1948)
- Орден Красного Знамени (1920)
- Орден Трудового Красного Знамени (24.11.1942)